# IJshockey op de Olympische Winterspelen 1972
IJshockey is een van de sporten die beoefend werden tijdens de Olympische Winterspelen 1972 in Sapporo, Japan.
Dit was het eerste Olympische ijshockeytoernooi dat niet gelijktijdig een WK was. Er waren 12 deelnemende landen voorzien, echter Oost-Duitsland trok zich terug, zodat er 11 teams deelnamen. De grote afwezige op het toernooi was Canada, dit land had ook al niet deelgenomen aan de WK's van 1970 en 1971 omdat bij deze toernooien NHL-spelers niet speelgerechtigd waren.

## Heren

### Kwalificatieronde
In deze ronde kwamen 10 deelnemende landen (de Sovjet-Unie was vrijgesteld), wedstrijdparingen aan de hand het resultaat van het WK 1971, in 1 wedstrijd tegen elkaar uit, waarbij de winnaars van het onderlinge duel speelden in een toernooi om de plaatsen 1 t/m 6 (Groep A), de verliezers om de plaatsen 7 t/m 11 (Groep B).
| datum      |  | land                     | score  | land              |
| ---------- |  | ------------------------ | ------ | ----------------- |
| 3 februari |  | Japan                    | 2 - 8  | Tsjecho-Slowakije |
| 3 februari |  | Zweden                   | 8 - 1  | Joegoslavië       |
| 4 februari |  | Zwitserland              | 3 - 5  | Verenigde Staten  |
| 4 februari |  | Bondsrepubliek Duitsland | 0 - 4  | Polen             |
| 4 februari |  | Finland                  | 13 - 1 | Noorwegen         |

### Plaatsingsronde 7e t/m 11e plaats (B-Groep)
| datum       |  | land                     | score | land                     |
| ----------- |  | ------------------------ | ----- | ------------------------ |
| 6 februari  |  | Noorwegen                | 5 - 2 | Joegoslavië              |
| 6 februari  |  | Bondsrepubliek Duitsland | 5 - 0 | Zwitserland              |
| 7 februari  |  | Japan                    | 3 - 3 | Zwitserland              |
| 7 februari  |  | Bondsrepubliek Duitsland | 6 - 2 | Joegoslavië              |
| 9 februari  |  | Japan                    | 3 - 2 | Joegoslavië              |
| 9 februari  |  | Bondsrepubliek Duitsland | 5 - 1 | Noorwegen                |
| 10 februari |  | Japan                    | 4 - 5 | Noorwegen                |
| 10 februari |  | Zwitserland              | 3 - 3 | Joegoslavië              |
| 12 februari |  | Japan                    | 7 - 6 | Bondsrepubliek Duitsland |
| 12 februari |  | Zwitserland              | 3 - 5 | Noorwegen                |

|    | land                     | Gs | W | G | V | F  | A  | Ptn |
| -- | ------------------------ | -- | - | - | - | -- | -- | --- |
| 7  | Bondsrepubliek Duitsland | 4  | 3 | 0 | 1 | 22 | 10 | 6   |
| 8  | Noorwegen                | 4  | 3 | 0 | 1 | 16 | 14 | 6   |
| 9  | Japan                    | 4  | 2 | 1 | 1 | 17 | 16 | 5   |
| 10 | Zwitserland              | 4  | 1 | 0 | 3 | 9  | 16 | 2   |
| 11 | Joegoslavië              | 4  | 0 | 1 | 3 | 9  | 17 | 1   |

### Finaleronde 1e t/m 6e plaats (A-Groep)
| datum       |  | land              | score  | land              |
| ----------- |  | ----------------- | ------ | ----------------- |
| 5 februari  |  | Zweden            | 5 - 1  | Verenigde Staten  |
| 5 februari  |  | Tsjecho-Slowakije | 14 - 1 | Polen             |
| 5 februari  |  | Sovjet-Unie       | 9 - 3  | Finland           |
| 7 februari  |  | Sovjet-Unie       | 3 - 3  | Zweden            |
| 7 februari  |  | Tsjecho-Slowakije | 1 - 5  | Verenigde Staten  |
| 7 februari  |  | Finland           | 5 - 1  | Polen             |
| 8 februari  |  | Tsjecho-Slowakije | 7 - 1  | Finland           |
| 9 februari  |  | Zweden            | 5 - 3  | Polen             |
| 9 februari  |  | Sovjet-Unie       | 7 - 2  | Verenigde Staten  |
| 10 februari |  | Sovjet-Unie       | 9 - 3  | Polen             |
| 10 februari |  | Tsjecho-Slowakije | 2 - 1  | Zweden            |
| 10 februari |  | Finland           | 1 - 4  | Verenigde Staten  |
| 12 februari |  | Verenigde Staten  | 6 - 1  | Polen             |
| 13 februari |  | Zweden            | 3 - 4  | Finland           |
| 13 februari |  | Sovjet-Unie       | 5 - 2  | Tsjecho-Slowakije |

|   | land              | Gs | W | G | V | F  | A  | Ptn |
| - | ----------------- | -- | - | - | - | -- | -- | --- |
| 1 | Sovjet-Unie       | 5  | 4 | 1 | 0 | 33 | 13 | 9   |
| 2 | Verenigde Staten  | 5  | 3 | 0 | 2 | 18 | 15 | 6   |
| 3 | Tsjecho-Slowakije | 5  | 3 | 0 | 2 | 26 | 13 | 6   |
| 4 | Zweden            | 5  | 2 | 1 | 2 | 17 | 13 | 5   |
| 5 | Finland           | 5  | 2 | 0 | 3 | 14 | 24 | 4   |
| 6 | Polen             | 5  | 0 | 0 | 5 | 9  | 39 | 0   |

### Eindrangschikking
| Goud | Zilver | Brons | 4 |
| Sovjet-Unie Vladislav Tretjak Aleksandr Pasjkov Vitali Davydov Viktor Koezkin Aleksandr Ragoelin Gennadi Tsygankov Vladimir Loetsjenko Valeri Vasiljev Igor Romisjevski Jevgeni Misjakov Aleksandr Maltsev Aleksandr Jakoesjev Vladimir Vikoelov Anatoli Firsov Valeri Charlamov Joeri Blinov Boris Michajlov Vladimir Petrov Vladimir Sjadrin Jevgeni Zimin | Verenigde Staten Mike Curran Gordy Sears Wally Olds Tom Mellor Frank Sanders Jim McElmury Charles Brown Dick McGlynn Ron Naslund Robbie Ftorek Stu Irving Kevin Ahearn Henry Boucha Craig Sarner Tim Sheehy Keith Christiansen Mark Howe                                                                                        | Tsjecho-Slowakije Vladimír Dzurilla Jiří Holeček Vladimír Bednář Rudolf Tajcnár Oldřich Machač František Pospíšil Josef Horešovský Karel Vohralík Václav Nedomanský Jiří Holík Jaroslav Holík Jiří Kochta Eduard Novák Richard Farda Josef Černý Vladimír Martinec Ivan Hlinka Bohuslav Šťastný                       | Zweden Leif Holmqvist Christer Abrahamsson Thommy Abrahamsson Lars-Eric Sjöberg Kjell-Rune Milton Stig Östling Bert-Ola Nordlander Kenneth Ekman Tord Lundström Lars-Göran Nilsson Håkan Pettersson Håkan Wickberg Mats Åhlberg Björn Palmqvist Hans Hansson Inge Hammarström Hans Lindberg Thommie Bergman Stig-Göran Johansson Mats Lindh |
| 5 | 6 | 7 | 8 |
| Finland Jorma Valtonen Ilpo Koskela Seppo Lindström Heikki Riihiranta Heikki Järn Juha Rantasila Pekka Marjamäki Jorma Vehmanen Jorma Peltonen Veli-Pekka Ketola Matti Murto Matti Keinonen Harri Linnonmaa Juhani Tamminen Lasse Oksanen Esa Peltonen Seppo Repo Lauri Mononen Timo Turunen                                                                 | Polen Andrzej Tkacz Walery Kosyl Ludwik Czachowski Stanisław Fryźlewicz Jerzy Potz Marian Feter Adam Kopczyński Andrzej Szczepaniec Feliks Góralczyk Tadeusz Kacik Krzysztof Birula-Białynicki Józef Słowakiewicz Leszek Tokarz Wiesław Tokarz Józef Batkiewicz Tadeusz Obłój Walenty Ziętara Robert Góralczyk Stefan Chowaniec | Bondsrepubliek Duitsland Toni Kehle Heiko Antons Georg Kink Rainer Makatsch Otto Schneitberger Josef Völk Werner Modes Paul Langner Rudolf Thanner Karl-Heinz Egger Rainer Philipp Bernd Kuhn Reinhold Bauer Johann Eimannsberger Lorenz Funk Erich Kühnhackl Alois Schloder Anton Hofherr Hans Rothkirch Martin Wild | Noorwegen Kåre Østensen Thore Wålberg Øivind Berg Jan Kinder Svein Norman Hansen Terje Steen Birger Jansen Thor Martinsen Tom Røymark Tom Christensen Steinar Bjølbakk Svein Haagensen Roy Jansen Bjørn Johansen Morten Sethereng Terje Thoen Bjørn Andreassen Arne Mikkelsen                                                               |
| 9 | 10 | 11 | |
| Japan Toshimitsu Otsubo Tsutomu Hanzawa Minoru Misawa Hiroshi Hori Iwao Nakayama Takeshi Akiba Fumio Yamazaki Keiji Tsuburai Minoru Ito Toshie Honma Yasushio Tanaka Hideaki Kurokawa Takao Hikigi Koji Iwamoto Isao Kakihara Toru Okajima Yoshio Hoshino Osamu Wakabayashi Hideo Suzuki                                                                     | Zwitserland Gérard Rigolet Alfio Molina Marcel Sgualdo Charles Henzen Gaston Furrer René Huguenin Peter Aeschlimann René Berra Jacques Pousaz Heini Jenni Hans Keller Michel Türler Paul Probst Gérard Dubi Francis Reinhard Anton Neininger Guy Dubois Peter Lehmann                                                           | Joegoslavië Anton Jože Gale Rudi Knez Bogo Jan Viktor Ravnik Ivo Ratej Drago Savić Ivo Jan Franci Žbontar Rudi Hiti Boris Renaud Janez Puterle Albin Felc Roman Smolej Silvo Poljanšek Viktor Tišler Slavko Beravs Bojan Kumar Božidar Beravs Gorazd Hiti Štefan Seme                                                 | |

Antwerpen 1920 · 
Chamonix 1924 · 
St. Moritz 1928 · 
Lake Placid 1932 · 
Garmisch-Partenkirchen 1936 · 
St. Moritz 1948 · 
Oslo 1952 · 
Cortina d'Ampezzo 1956 · 
Squaw Valley 1960 · 
Innsbruck 1964 · 
Grenoble 1968 · 
Sapporo 1972 · 
Innsbruck 1976 · 
Lake Placid 1980 · 
Sarajevo 1984 · 
Calgary 1988 · 
Albertville 1992 · 
Lillehammer 1994 · 
Nagano 1998 · 
Salt Lake City 2002 · 
Turijn 2006 · 
Vancouver 2010 · 
Sotsji 2014 · 
Pyeongchang 2018 · 
Peking 2022

Lijst van olympische medaillewinnaars
Alpineskiën · Biatlon · Bobsleeën · Kunstrijden · Langlaufen · Noordse combinatie · Rodelen · Schaatsen · Schansspringen · IJshockey